# Hohe Brücke (Dresdner Heide)
Die Hohe Brücke ist eine Steinbogenbrücke über das Dorfwasser im sächsischen Landschaftsschutzgebiet Dresdner Heide. Unter Verwendung von Bruchsteinen wurde sie zu einem Bogen gefügt und gilt als „spektakulärste Brücke ihrer Art in der Dresdner Heide“. Sie überführt den Nachtflügel, einen seit mindestens 1735 existierenden Heideweg, und wird ihrerseits ins 17./18. Jahrhundert datiert. Aufgrund ihrer baugeschichtlichen und landschaftsgestalterischen Bedeutung steht sie als Technisches Denkmal und somit Kulturdenkmal unter Schutz. Zugleich befindet sie sich im Flächennaturdenkmal Ullersdorfer Dorfwasser.
Eine sorgfältige Restauration der Brücke erfolgte im Jahr 2003 durch das im Dresdner Stadtteil Weißig ansässige Bauunternehmen Kunert.